# أنيار سور سين
أنيار سور سين (بالفرنسية: Asnières-sur-Seine) هي بلدية فرنسية تابعة لإقليم أو-دو-سين في إيل دو فرانس وتقع في شمال فرنسا وهي اليوم ضاحية لباريس ويسكنها حوالي 82000 نسمة حسب إحصائيات سنة 2009.

## أعلام
- أدولف جايمي
- غاسبار دي بروني
- ديدييه ماسون
- ويليام غالاس
- هنري باربوس
- سامى حورى
- هنري أوبري
- أندريه لالاند
- ناني جيرمون
- بيير فينتر

## روابط
- الموقع الرسمي لعمادة المدينة